# Чайбуха (мыс)
Ча́йбуха — мыс на севере Охотского моря в Гижигинской губе залива Шелихова.

## Топоним
Название мыса — от рек Большая и Малая Чайбуха. Происходит от эвенского чайчибал — так обычно называли эвены коряков-чавчувенов.

## География
Омывается Гижигинской губой. Вблизи мыса находится три безымянных острова. Западнее расположено озеро Круглое, посёлок Чайбуха и устье реки Большая Чайбуха.
Средняя величина прилива у мыса — 6 метров, наибольшая глубина у берега — 1 метр.